# الدوري الإسباني الدرجة الثانية 1976–77
دوري الدرجة الثانية الإسباني 1976–77 (بالإسبانية: Segunda División de España 1976-77)‏ هو الموسم 46 من دوري الدرجة الثانية الإسباني. أشرف على تنظيمه الاتحاد الملكي الإسباني لكرة القدم، وكان عدد الأندية المشاركة فيه 20، وفاز فيه ريال سبورتينغ خيخون.